# Jan Peeters
Jan Peeters (* 2. April 1934 in Willebroek, Belgien; † 21. Juli 2016) war ein belgischer Fußballfunktionär. Er war von 2001 bis Juni 2006 Präsident des Königlichen Belgischen Fußballverbandes und ist auch dessen Ehrenpräsident. Zuvor war er u. a. Generalsekretär des KBVB.
2006 wurde er mit der FIFA Order of Merit ausgezeichnet. Außerdem war Peeters ab 2004 Vorstandsmitglied des Euro-Sportrings und Mitglied der Disziplinarkommission der FIFA.